# Réunionglasögonfågel
Réunionglasögonfågel (Zosterops olivaceus) är en fågel i familjen glasögonfåglar inom ordningen tättingar.

## Utseende och läte
Réunionglasögonfågeln är en udda glasögonfågel med mörk fjäderdräkt och en relativt lång, nedåtböjd näbb. Ovansidan är olivgrön och undersidan grå, med en bred vit ring kring ögat. Arten liknar ytligt rostsidig glasögonfågel, men denna saknar vit ögonring och det gröna på ryggen. Bland lätena hörs en melodisk sång och korta, accelererande serier med tjippande toner.

## Utbredning och systematik
Fågeln förekommer i skogar på Réunion (västra Maskarenerna). Den behandlas som monotypisk, det vill säga att den inte delas in i några underarter.

## Levnadssätt
Réunionglasögonfågeln förekommer i fuktiga skogar, mestadels på medelhöga till höga höjder.

## Status
Réunionglasögonfågeln har ett begränsat utbredningsområde med oklar beståndsutveckling, men anses inte vara hotad. IUCN kategoriserar arten som livskraftig. Världspopulationen uppskattas till mellan 67 000 och 100 000 vuxna individer.